# Parc national Rwenzori Mountains
Le parc national Rwenzori Mountains est un parc national d'Ouganda. Situé sur les monts Rwenzori, il est également inscrit sur la liste du patrimoine mondial de l'UNESCO depuis 1994 et en tant que site Ramsar depuis 2008.

## Localisation
Le parc national Rwenzori Mountains est situé à l'ouest du pays, le long de la frontière avec la république démocratique du Congo et touche le parc national des Virunga. Il chevauche les districts de Bundibugyo, Kabarole et Kasese. La ville de Kasese est située à environ 25 km au sud du parc.

## Histoire
Le parc national des Rwenzori Mountains a été créé en 1991. Peu après, il a été inscrit au patrimoine mondial en raison de la beauté des paysages et de la présence de nombreuses espèces rares et menacées. Les milices rebelles des Forces démocratiques alliées causèrent des troubles et occupèrent une partie du parc entre 1997 et 2001. En raison de cette insécurité et des faibles moyens consacrés à sa protection, le parc a été inscrit comme patrimoine mondial en danger de 1999 à 2004.